# یولیوس ولهاوزن

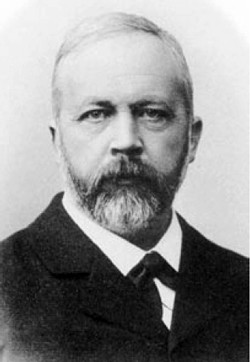
ولهاوزن

یولیوس ولهاوزن (به آلمانی: Julius Wellhausen) (زادهٔ ۱۷ مهٔ ۱۸۴۴ در هامِلن – درگذشتهٔ ۷ جنوری ۱۹۱۸ در گوتینگن) الهی‌دان پروتستان و شرق‌شناس آلمانی بود. او از شاگردان علمی برجسته Heinrich Ewald (هاینریش اوالد) به‌شمار می‌رفت. پس از دریافت مدرک لیسانس در الهیات و کسب صلاحیت تدریس (هابلیتاسیون) در دانشگاه گوتینگن، از سال ۱۸۷۲ به تدریس عهد عتیق در دانشگاه گرایفسوالت پرداخت.
ولهاوزن به‌سبب آنکه خود را در جایگاه یک پژوهشگر، ناتوان از آماده‌سازی دانشجویان برای خدمت کلیسایی می‌دانست، در سال ۱۸۸۲ از کرسی استادی خود استعفا داد و به‌عنوان دانش‌یار زبان‌های شرقی به دانشگاه هاله پیوست. در سال ۱۸۸۵ به عنوان استاد تمام به دانشگاه ماربورگ رفت و در سال ۱۸۹۲ به زادگاه علمی‌اش، دانشگاه گوتینگن، بازگشت و تا سال ۱۹۱۳ در آن‌جا زبان‌های شرقی تدریس کرد.
از مهم‌ترین آثار ولهاوزن می‌توان بهDie Composition des Hexateuch (ترکیب اسفار شش‌گانه)، پیش‌درآمدی بر تاریخ اسرائیل (Prolegomena zur Geschichte Israels)، و die Israelitische und jüdische Geschichte (تاریخ اسرائیل و یهود) اشاره کرد. این آثار بنیان پژوهش عهد عتیق را دگرگون کرد، هرچند با مخالفت‌های جدی نیز روبرو شد. یولیوس با پژوهش‌های خود در زمینهٔ تاریخ آغازین اسلام نیز مبانی مطالعات جدیدی را پایه‌گذاری کرد. آثار پایانی‌اش شامل تفاسیری بر عهد جدید بود که در آن‌ها به بررسی رابطهٔ عیسی تاریخی با مسیحیت آغازین پرداخت.
در همهٔ حوزه‌های کاری‌اش، هدف ولهاوزن آن بود که با نقد ادبی منابع موجود، سیر تحولات تاریخی را بازسازی کند. او با ارائهٔ یک روایت بنیادین تازه در دانش کتاب مقدس، تمایز روشنی میان اسرائیلِ پیش از تبعید (دوران پیامبران) و یهودیتِ پس از تبعید (با محوریت معبد اورشلیم و شریعت تورات) مطرح کرد. بر پایه این نظریه، احکام آیینی یهودی نه از دوران موسی بلکه از زمان پساتبعید سرچشمه گرفته، و بعدها از سوی نویسندگان کتاب مقدس به گذشته نسبت داده شده است.
ولهاوزن دوران پیشاتبعیدی اسرائیل را مثبت‌تر از جامعهٔ دینی-آیینی پساتبعیدی و یهودیت ربانی ارزیابی می‌کرد. همچنین او دوران آغازین اسلام و مسیحیت را نیز برتر از مراحل نهادینه‌تر و رسمی‌تر بعدی این دو دین می‌دانست.

## اثرها

### موضوعات اسلامی عربی
- 1882 Muhammed in Medina: (محمد در مدینه)(ترجمه المانی کتاب مغازی نوشته واقدی)
- 1884 Lieder der Hudhailiten, Arabisch und Deutsch. In: Skizzen und Vorarbeiten.: «سروده‌های قبیله هُذَیل، به عربی و آلمانی. در: یادداشت‌ها و مقدمات»
- 1889 Medina vor dem Islam; Muhammads Gemeindeordnung von Medina; Seine Schreiben, und die Gesandtschaften an ihn: (مدینه پیش از اسلام؛ منشور اجتماعی محمد در مدینه؛ نامه‌های او و هیئت‌هایی که نزد او فرستاده شدند)
- 1897 Reste arabischen Heidentums (بازمانده‌های شرک عربی (پیش از اسلام))
- Prolegomena zur ältesten Geschichte des Islams. In: Skizzen und Vorarbeiten 1899 (درآمدی بر کهن‌ترین تاریخ اسلام. در: طرح‌ها و مطالعات مقدماتی)
- Die religiös-politischen Oppositionsparteien im alten Islam. Weidmann 1901 (احزاب مذهبی–سیاسی مخالف در اسلامِ نخستین)
- Das Arabische Reich und sein Sturz 1902 (امپراتوری عرب و سقوط آن)

### ترجمه به فارسی
- تاریخ سیاسی صدر اسلام:  شیعه و خوارج، مترجم: محمودرضا افتخارزاده، نشر معارف اسلامی، ۱۳۷۵.[۲]